# Stadtsparkasse Hameln
Die Stadtsparkasse Hameln war eine öffentlich-rechtliche Sparkasse. Das Geschäftsgebiet der Stadtsparkasse Hameln umfasste die Stadt Hameln im Landkreis Hameln-Pyrmont, die auch Träger der Sparkasse war. Am 1. Januar 2016 fusionierte die Stadtsparkasse Hameln mit der Sparkasse Weserbergland zur Sparkasse Hameln-Weserbergland.

## Geschichte
Die Stadtsparkasse Hameln wurde am 4. September 1835 gegründet. Die erste öffentliche Anregung zur Errichtung einer Sparkasse in der Stadt Hameln kam 1823 vom Senior Schläger. Bis 1887 befand sie sich im alten Hamelner Rathaus. Um das Vertrauen der Hamelner Bürger zu gewinnen, war die Stadtsparkasse zunächst räumlich wie geschäftlich Teil der Stadtkämmerei. Eine Truhe aus dem 16. Jahrhundert diente der Kämmerei als Stadt- und Sparkasse. In ihr verwahrte sie die Gelder der Stadt wie die Spareinlagen der Hamelner Bürger. 1869 kam es zur Trennung von Sparkasse und Kämmereikasse. Die Sparkasse wurde ein eigenständiges Geldinstitut und erhielt einen eigenen Raum im Erdgeschoss des Rathauses. 1887 verlegte die Stadtsparkasse ihre Geschäftsräume vom alten Rathaus in das repräsentative Hochzeitshaus, einen Bau im Stil der ausgehenden Renaissance, den wohlhabende Hamelner Bürger 1610–1617 als Fest- und Feierhaus errichten ließen. Ein „diebes- und feuersicheres Gewölbe“ wurde in das Gebäude eingebaut.
1922 übernahm erstmals ein amtierender Bürgermeister der Stadt, Bürgermeister Scharnow, den Vorsitz im Verwaltungsrat der Sparkasse. Seither wurde dies beibehalten. 1928 wurde der Sparkassenbetrieb umorganisiert und die Buchhaltung auf maschinellen Betrieb umgestellt.
In den 1930er Jahren wuchs die Stadtsparkasse stark und zog in die Gebäudegruppe Garnisonskirche Hameln/Heiliggeiststift. Die Gebäude aus dem 18. Jahrhundert wurden umgebaut. Die Tatsache, dass das Geldinstitut in eine ehemalige Kirche einzog, erhitzte deutschlandweit die Gemüter.
Nach dem Zweiten Weltkrieg und der darauf folgenden Währungsreform war Sparen zunächst wenig populär. Ende 1951 beliefen sich die Spareinlagen auf 9,2 Mio. DM im Vergleich zu 3,3 Mio. DM im Jahr 1948. In den 1950er Jahren wuchs die Sparkasse erneut und begann deshalb, Zweigstellen zu errichten. Trotzdem herrschte in der Garnisonkirche weiterhin Raumnot. Aus diesem Grund wurde 1952 der im ersten Stock gelegene ehemalige Stadtsaal den Geschäftsräumen der Sparkasse angegliedert. 1964, 1978, 1987–1993 und 1998–2001 erfolgten weitere Aus-, Um- und Neubauten an der Hauptstelle.